# Бахреин на Светском првенству у атлетици у дворани 2018.
Бахреин је на 17. Светском првенству у атлетици у дворани 2018. одржаном у Бирмингему од 1. до 4. марта учествовао четрнаести пут. Репрезентацију Бахреина представљало је 4 такмичара који су се такмичили у 3 дисциплине.,
На овом првенству такмичари Бахреина нису освојили ниједну медаљу. Оборен је само један лични рекорд

## Учесници
Мушкарци:
- Ендру Фишер — 60 м
- Шадик Миху — 1.500 м
- Берхану Балев — 3.000 м
- Алберт Роп — 3.000 м

## Резултати

### Мушкарци
| Атлетичар     | Дисциплина | Лични рекорд | Квалификације   | Квалификације   | Полуфинале           | Полуфинале           | Финале                                  | Финале                | Детаљи                                  |
| Атлетичар     | Дисциплина | Лични рекорд | Резултат        | Место           | Резултат             | Место                | Резултат                                | Место                 | Детаљи                                  |
| ------------- | ---------- | ------------ | --------------- | --------------- | -------------------- | -------------------- | --------------------------------------- | --------------------- | --------------------------------------- |
| Ендру Фишер   | 60 м       | 6,57         | Нису стартовали | Нису стартовали | Није се квалификовао | Није се квалификовао | Није се квалификовао                    | Није се квалификовао  | Архивирано на веб-сајту (24. март 2018) |
| Шадик Миху    | 1.500 м    | 3:38,48      | Нису стартовали | Нису стартовали |                      |                      | Нису се квалификовали                   | Нису се квалификовали | Архивирано на веб-сајту (24. март 2018) |
| Алберт Роп    | 3.000 м    | 7:38,77 НР   | Нису стартовали | Нису стартовали | [ мртва веза ]       |                      | Нису се квалификовали                   | Нису се квалификовали |                                         |
| Берхану Балев | 3.000 м    | 7:46,15      | 7:44,03 КВ, ЛР  | 4. у гр. 1      | 8:18,89              | 10 / 16 (22)         | Архивирано на веб-сајту (24. март 2018) |                       |                                         |